# 碳酰溴
碳酰溴，又称溴光气，是一种结构类似光气的有机化合物。和光气相似，碳酰溴可以由灭火器中的哈龙化合物光解而成。它是在1863年由J. Schiel发现的。

## 制备
碳酰溴可以由四溴甲烷和硫酸在150–170 °C下反应而成，产率50%。
{\displaystyle \mathrm {CBr_{4}\ +\ H_{2}SO_{4}\ {\xrightarrow[{}]{}}} } {\displaystyle \mathrm {\ COBr_{2}+\ 2HBr+\ SO_{3}\ {\xrightarrow[{}]{}}} } {\displaystyle \mathrm {\ COBr_{2}+\ SO_{2}+\ H_{2}O+\ Br_{2}} }
和光气不同，碳酰溴不能直接由一氧化碳和溴直接化合而成。由于热力学的原因，一氧化碳和溴不会完全反应，而且在室温下反应缓慢。
CO + Br2 ⇌ COBr2
为了提高反应速率，需要升高温度来使化学平衡向产物进一步移动（因为ΔRH < 0 和 ΔRS < 0）。 

## 反应
就算在低温下，碳酰溴还是会分解成一氧化碳和溴。它会水解成二氧化碳和溴化氢。

## 用处
碳酰溴可以生产染料。